# Stede Broec
Stede Broec – gmina w Holandii, w prowincji Holandia Północna. W 2013 roku liczyła 21,4 tys. mieszkańców. Gmina obejmuje powierzchnię 16,37 km², a gęstość zaludnienia wynosi 1465 os./km². Siedzibą gminy jest Bovenkarspel.

## Miejscowości
Wsie:
- Bovenkarspel
- Grootebroek ·
- Lutjebroek

Przysiółki
- Broekerhaven
- Horn